# Kvalserien till Elitserien i ishockey 1977
Kvalserien till Elitserien i ishockey 1977 spelades för att avgöra vilka lag som skulle få spela i Elitserien 1977/1978. Kvalserien bestod av fyra lag och spelades i sex omgångar. Djurgården och Timrå kvalificerade sig för Elitserien, medan Jönköpingslaget HV 71 och IF Karlskoga/Bofors fick fortsätta spela i nästa säsong. Sista matchen mellan Timrå IK och HV 71 ställdes in då den inte hade någon betydelse för vilka lag som skulle flyttas upp till Elitserien.

## Slutställning
| Nr | Lag                 | S | V | O | F | GM | IM | MS  | P  |
| -- | ------------------- | - | - | - | - | -- | -- | --- | -- |
| 1  | Djurgårdens IF      | 6 | 5 | 0 | 1 | 41 | 18 | +23 | 10 |
| 2  | Timrå IK            | 5 | 4 | 0 | 1 | 28 | 16 | +12 | 8  |
| 3  | HV 71               | 5 | 2 | 0 | 3 | 24 | 30 | −6  | 4  |
| 4  | IF Karlskoga/Bofors | 6 | 0 | 0 | 6 | 15 | 44 | −29 | 0  |